# 波旁-蒙龐西耶的夏洛特
波旁-蒙龐西耶的夏洛特（法語：Charlotte de Bourbon-Montpensier，1546年/1547年—1582年5月5日），奧蘭治親王妃，蒙龐西耶公爵路易三世的女兒。

## 家庭
1575年，夏洛特與奧蘭治親王威廉一世結婚，兩人共有六個女兒：
1. 路易絲·朱麗安娜（1576年—1644年），普法爾茨選侯夫人
2. 伊莉莎白（英语：Countess Elisabeth of Nassau）（1577年—1642年），布永公爵夫人
3. 卡塔莉娜（1578年—1648年），哈瑙-明岑貝格伯爵夫人
4. 夏洛特·法蘭德里娜（英语：Countess Charlotte Flandrina of Nassau）（1579年—1640年）
5. 夏洛特·布拉班蒂娜（1580年—1631年），圖阿爾公爵夫人
6. 艾米莉亞·安特衛皮雅娜（英语：Countess Emilia Antwerpiana of Nassau）（1581年—1657年），普法爾茨-茨魏布呂肯-蘭茨貝格伯爵夫人